# Atrium

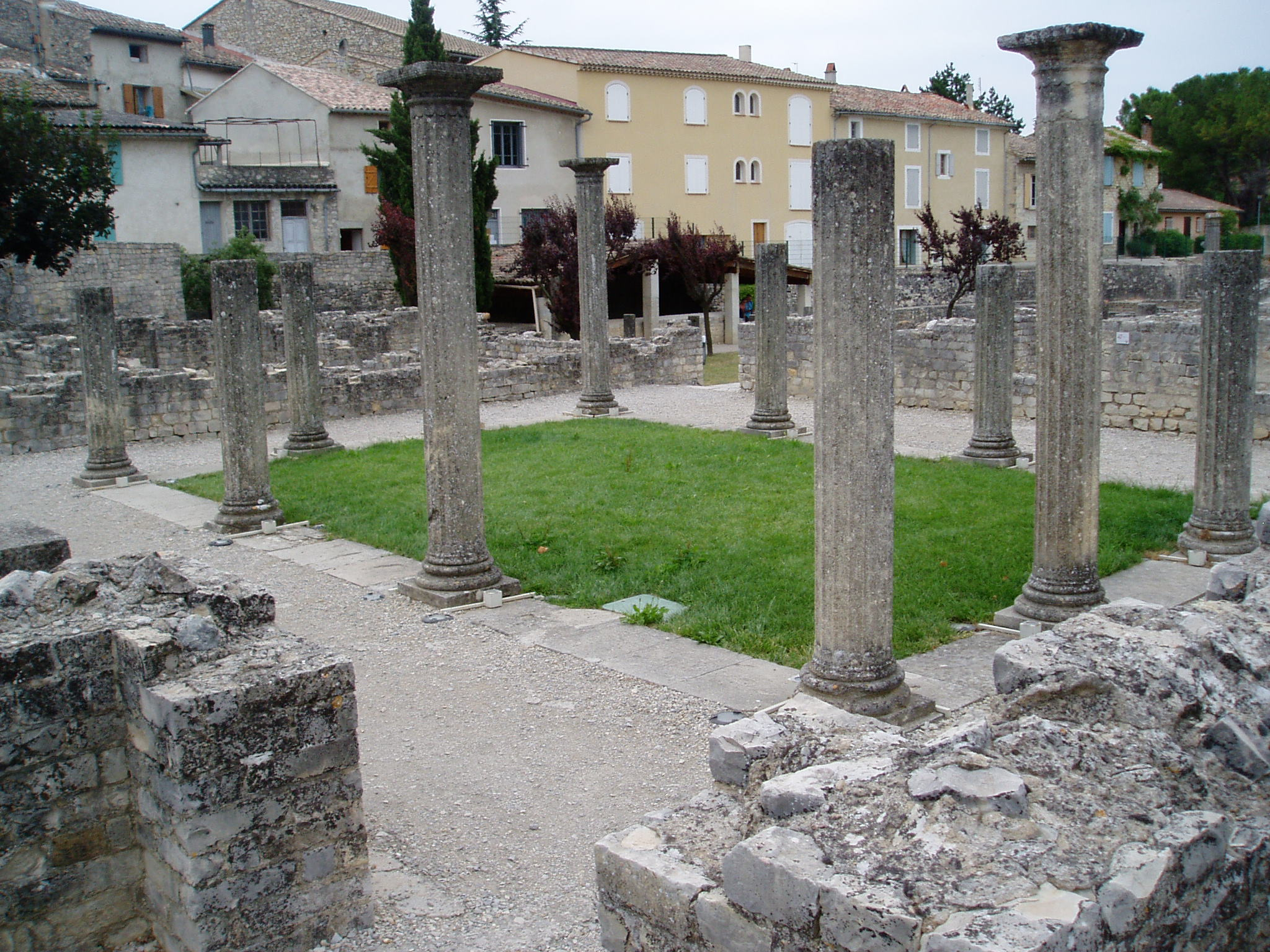
Atrium corinthicum v římském domě ve Vaison-la-Romaine, Francie

Atrium je centrální prostor obytného domu rozšířený především v období řeckého helénismu a římské antiky. V novověké architektuře se pojmem atrium rozumí zpravidla dvůr zastřešený prosklenou střechou, někdy takovýto zastřešený prostor označujeme slovem dvorana.

## Antické atrium
Atrium je pravoúhlý prostor ve střední části domu. V podstatě jde o architektonizovaný, částečně zastřešený dvůr. Zastřešená část funguje jako ochoz. Ve střední nezastřešené části bývá, zpravidla ozdobně provedená nádrž na dešťovou vodu – impluvium. Všechny místnosti přiléhající k atriu, jsou z něj přístupné, slouží také k odpočinku rodiny. Světlo do atria proniká jeho střední, nezastřešenou částí. Sekundárně, jsou z něj osvětlovány i přilehlé místnosti.
Vitruvius rozlišuje Atrium tuscanicum (Etruské atrium), v němž je konstrukce střechy nesena dvěma masivními dřevěnými průvlaky položenými souběžně s kratšími stěnami atria, na nichž kolmo leží další dva slabší trámy. Ve střední části atria je nezastřešený prostor – compluvium. Střecha je skloněna směrem do tohoto prostoru a mimo dřevěných trámů už není nesena dalšími sloupy či pilíři.

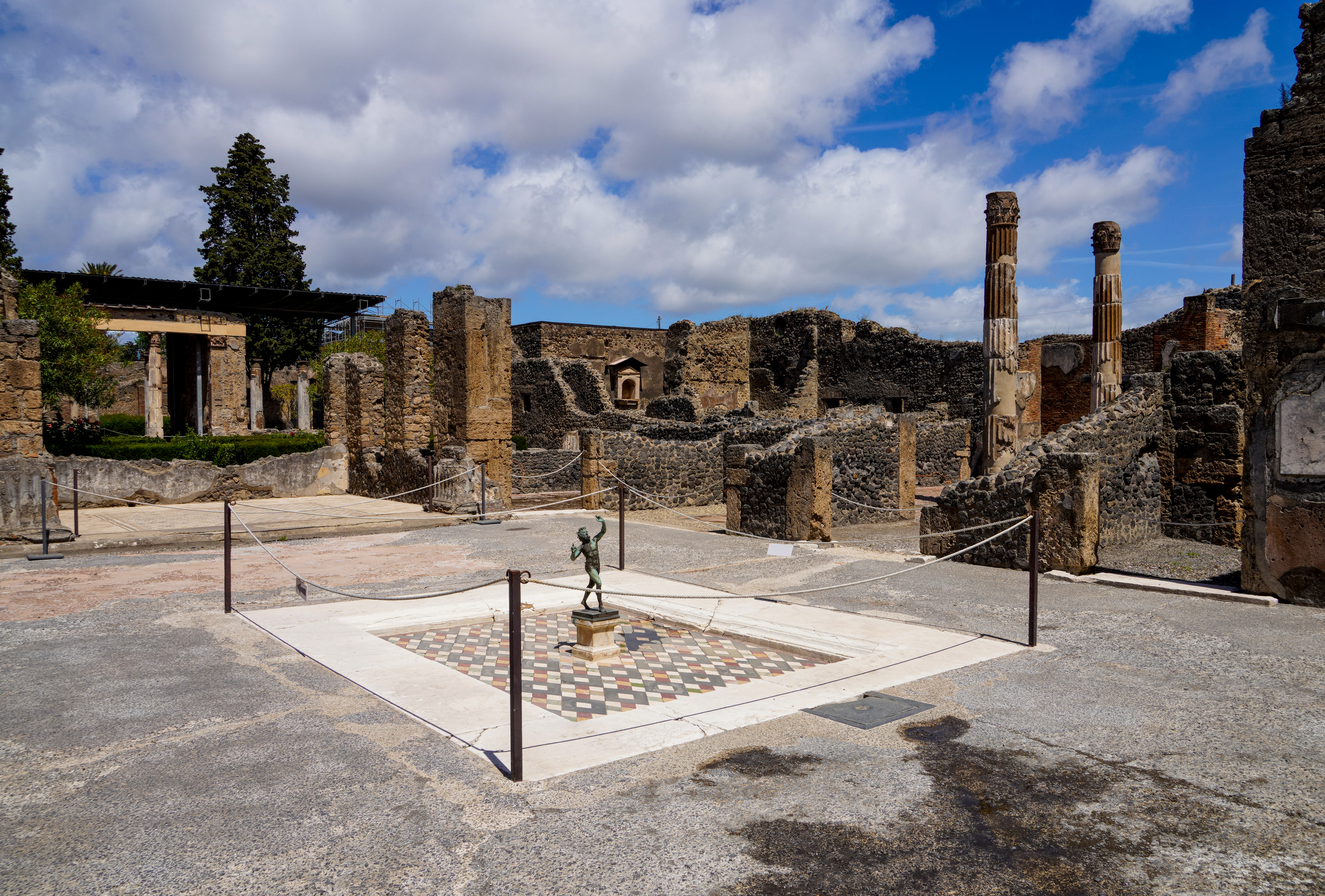
Bazén uprostřed atria v Casa del Fauno v Pompejích

Atrium pouze se čtyřmi sloupy nazývá Vitruvius Atrium tetrastylicum (Čtyřsloupové atrium). Atrium s velkým počtem sloupů (například 16) pak nazývá Atrium corinthicum (Korintské atrium). Atria úplně překrytá – Atrium testudinatum jsou dle Vitruvia budována tam, kde to příliš nezatíží konstrukci a kde jsou v horních podlažích prostorné místnosti.
Pojem Atrium pochází pravděpodobně z latinského ater, což znamená začouzený. Z toho lze vyvodit, že se zde původně nalézal také krb nebo spíše otevřené ohniště, jehož kouř odcházel otvorem v nezastřešené části atria.
Běžné atrium se střechou skloněnou doprostřed atria nazývá Vitruvius Atrium impluviatum (Okapové atrium). Zároveň oceňuje výhody opačného řešení, kdy se střecha směrem ke compluviu naopak zvedá. Nazývá jej Atrium displuviatum (Bezokapové atrium). Výhodou je lepší osvětlení místností (konkrétně jídelny) v zimním období, nevýhodou pak problémy v případě, kdy se ucpou roury odvádějící vodu.
Střecha skloněná do středu atria sloužila též k jímání dešťové vody do pravoúhlé nádrže. Při použití střechy, která se směrem ke středu zvedá byla voda jímána dřevěným potrubím do cisterny, která mohla být umístěna vně objektu.

## Atrium v mladším období

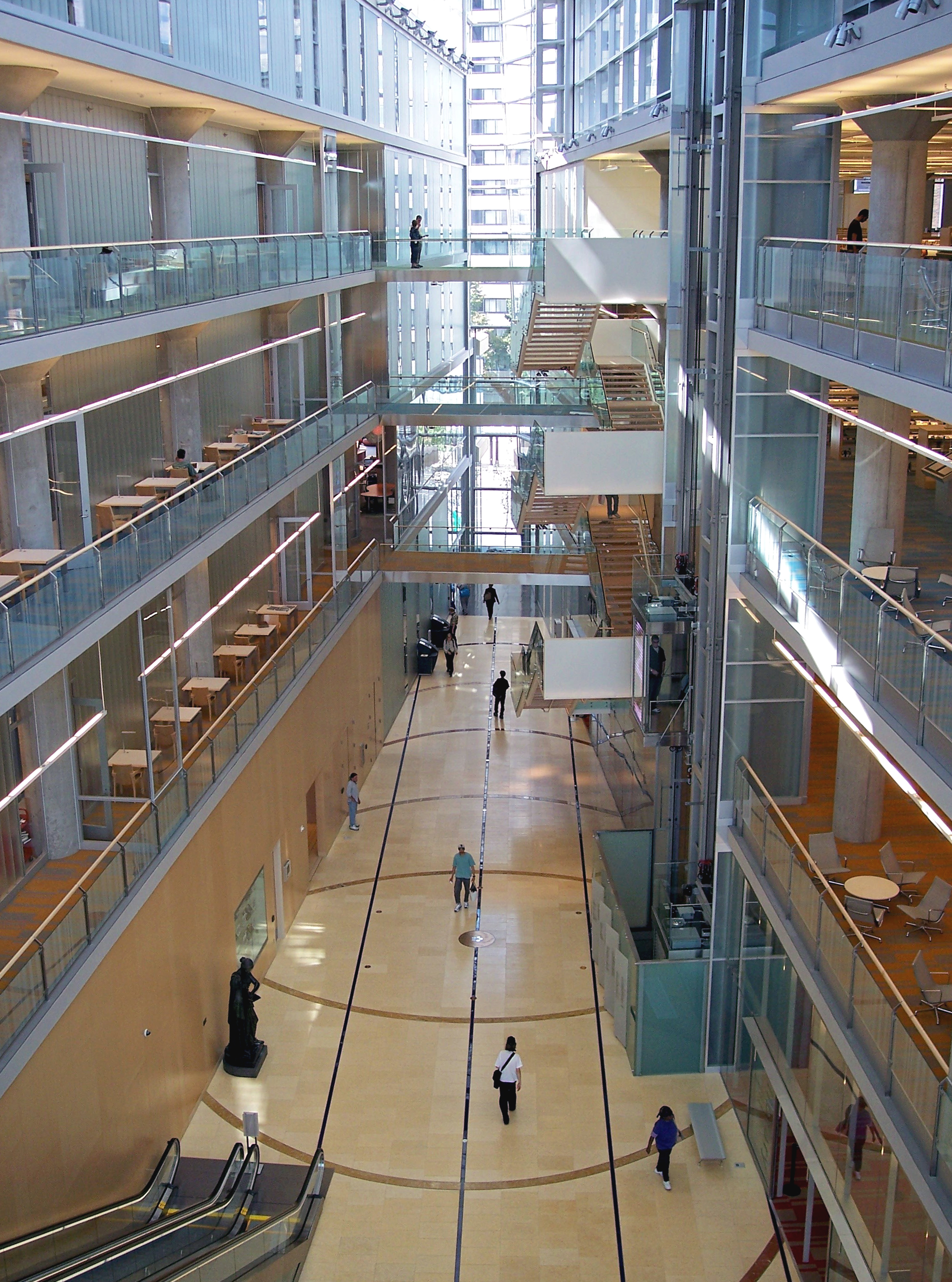
Novodobé atrium městské knihovny v Minneapolis, USA

V raněkřesťanském období je pojem atrium používán ve smyslu peristyl pro označení nádvoří před průčelím křesťanských bazilik.
Od devatenáctého století, kdy se jako stavební materiály rozšířily kov a sklo je pojem atrium často užíván pro označení dvora krytého skleněnou střechou, může přitom jít o původně nezastřešený dvůr či nádvoří To je časté především u veřejných budov, hotelů, obchodních center atp.
V původní podobě, tj. jako ústřední prostora obytného domu, se atrium objevuje i v moderní architektuře. Často jde o částečně otevřený či prosklený prostor, může v něm být nádrž na vodu, osamělý strom, sochařský objekt atp. Takový prostor slouží k rekreaci a je koncipován tak, aby působil útulným, uklidňujícím dojmem.

## Galerie

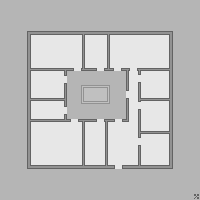
Atrium tuscanicum
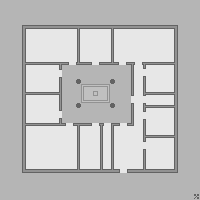
Atrium tetrastylicum
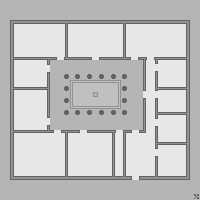
Atrium corinthicum

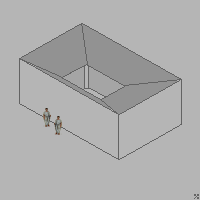
Atrium impluviatum
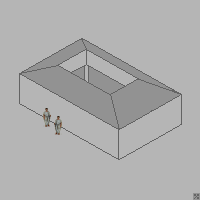
Atrium displuviatum